# うたの実
うたの実は2005年7月20日にリリースされたシミズリエの1stミニアルバム。CDコードはMCS-0507。

## 解説
- 1000枚プレスされたが、その後手売りによりすべて完売し、現在では入手不可となっている(2006年10月の赤坂グラフィティでのライブにて完売)。

## 収録曲
1. さよなら
2. あいまい
3. グレープフルーツ
4. ため息
5. Stay with me

## クレジット
- 全作詞・作曲：シミズリエ
- ピアノ・ボーカル・コーラス：シミズリエ
- ドラム・パーカッション：松村信幸
- ギター：岡田毅彦
- ベース：大久保和幸

- プロデュース：大久保和幸・山崎 泉 (オフィス山崎)

- イラスト：たからん
- 写真：永田理恵
- デザイン：清水理絵

## リンク
- MCS RECORDS